# Hanazono
Cesarz Hanazono (jap. 花園天皇 Hanazono tennō; ur. 14 sierpnia 1297, zm. 2 grudnia 1348) – 95. cesarz Japonii, według tradycyjnego porządku dziedziczenia.
Przed wstąpieniem na tron nosił imię książę Tomohito (jap. 富仁親王 Tomohito-shinnō). Był czwartym synem cesarza Fushimi.
Hanazono panował w latach 1308–1318.
Mauzoleum cesarza Hanazono znajduje się w Kioto. Nazywa się ono Jirakūu-in no ue no Misasagi.